# Julius Kugy
Julius Kugy (ur. 18 lipca 1858 w Gorycji, zm. 9 lutego 1944) – słoweński alpinista, pisarz, botanik, prawnik, znawca, popularyzator i miłośnik Alp Julijskich. Dokonał pierwszych wejść m.in. na Kanjavec, Škrlaticę, Pihavec, Vevnicę.